# Camblanes-et-Meynac
Camblanes-et-Meynac ist eine französische Gemeinde im Département Gironde in der Region Nouvelle-Aquitaine. Sie gehört zum Kanton Créon im Arrondissement Bordeaux.
Die Gemeinde liegt im Einzugsgebiet der Stadt Bordeaux. Während Camblanes-et-Meynac im Jahr 1962 über 1.285 Einwohner verfügte, zählt man aktuell 3145 Einwohner (Stand 1. Januar 2022).

## Klima
Das Klima von Camblanes-et-Meynac ist wie das der ganzen Gironde maritim geprägt, gekennzeichnet durch sehr milde Winter und lange warme Sommer. Die Niederschläge verteilen sich über alle Jahreszeiten, erreichen jedoch in den Herbst- und Wintermonaten ihre höchsten absoluten Werte (bis zu 100 mm/Monat). Hier lässt sich der Einfluss der nach Süden verschobenen Westwindzone erkennen, die feuchte, warme Luftmassen vom Atlantik auf das Festland transportiert, wo sie als Winterregen niedergehen. Die Durchschnittstemperaturen variieren zwischen 5 und 7 °C im Januar und zwischen 19 und 21 °C im Juli und August. Im Jahresmittel liegen sie bei etwa 13 °C, die durchschnittliche Jahresniederschlagsmenge beträgt ca. 900 mm. Es kommt durchschnittlich nur zu etwa 30 Frosttagen im Jahr, dagegen beträgt die Anzahl der Sonnenstunden etwa 2000 pro Jahr.
Das Mikroklima der Region um Bordeaux eignet sich besonders gut zum Weinanbau. Die Gironde fungiert hier als wichtiger Wärmespeicher, wodurch man ein durchwegs gemäßigtes Klima erreicht, mit geringen Tagestemperaturschwankungen. Außerdem reflektiert sie das auftreffende Sonnenlicht breitflächig in die Umgebung. Der Forêt des Landes, ein gewaltiger Pinien- und Eichenwald, der die Region um Camblanes-et-Meynac vom Meer trennt, schützt diese zusätzlich vor starken Seewinden. 
Camblanes-et-Meynac ist eine Weinbaugemeinde; die Rebflächen gehören zur Appellation Premières Côtes de Bordeaux.

## Bevölkerungsentwicklung
| Jahr                      | 1962 | 1968 | 1975 | 1982 | 1990 | 1999 | 2006 | 2016 |
| Einwohner                 | 1285 | 1505 | 1742 | 2030 | 1932 | 2089 | 2479 | 2872 |
| Quelle: Cassini und INSEE |      |      |      |      |      |      |      |      |

## Baudenkmäler

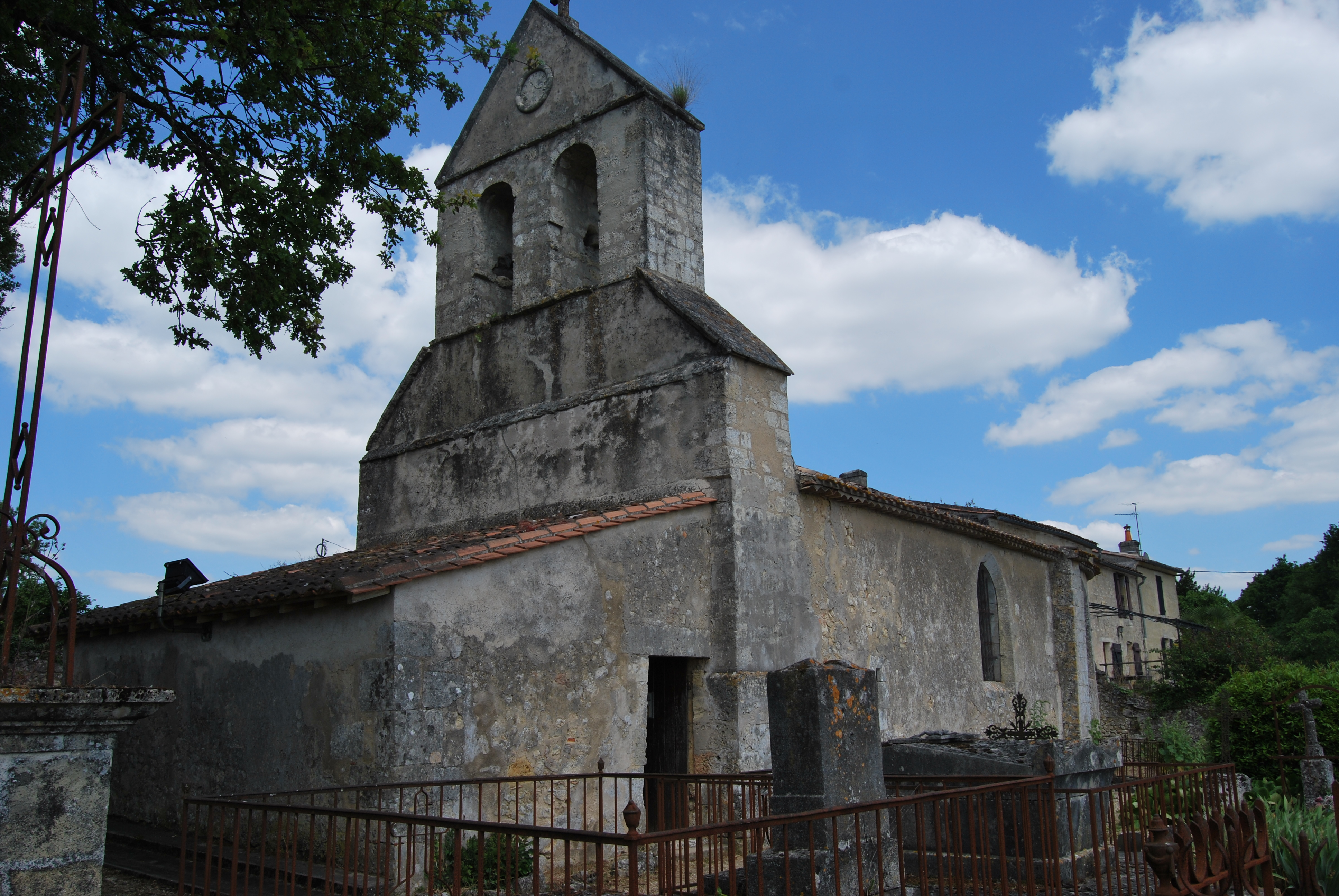
Kirche

Siehe: Liste der Monuments historiques in Camblanes-et-Meynac

## Gemeindepartnerschaften
Zwischen Camblanes-et-Meynac und der deutschen Gemeinde Nußdorf am Inn (Bayern) besteht seit 1975 eine Gemeindepartnerschaft. Diese wird seither durch regelmäßige gegenseitige Besuche sowie seit 2003 durch einen alljährlichen Jugendaustausch mit Leben erfüllt. 
Seit 1995 besteht ebenfalls eine Partnerschaft zu dem kretonischen Ort Vori.
Im Jahr 2000 fand zur Feier des 25 und 5-jährigen Bestehens ein Fest mit Teilnehmern aller drei Gemeinden in Camblanes-et-Meynac statt. Während einer gemeinsamen Woche stellten Franzosen, Deutsche und Griechen jeweils ihre Kultur mit folkloristischen Gruppen und landestypischem Essen vor.